# Eisstadion Davos
Eisstadion Davos är en isrink i Davos, Schweiz. Den är Europas största naturisbana med sin yta på 18 000 m²..
Den används under vinterhalvåret för utövande av olika issporter och har flera gånger används för hastighetsåkning på skridskor i VM, EM och Världscupen. 
Den 6 januari 2014 spelades ett inofficiellt Europamästerskap i bandy i Davos med syftet att sprida sporten i Centraleuropa och för att fira 100-årsjubileet av Bandy-EM. Turneringen arrangerades av Federation of International Bandy, de nationer som deltog var Nederländerna, Tjeckien, Tyskland och Ungern.
Eisstadion Davos innefattar även ishockeyarenan Vaillant Arena, som är HC Davos hemmaarena med en kapacitet på 7 080 åskådare.